# Яснево (Нижегородская область)
Яснево — деревня в Балахнинском муниципальном округе Нижегородской области России.

## География
Деревня находится в западной части Нижегородской области, в зоне хвойно-широколиственных лесов, к северу от реки Трестьянка, на расстоянии приблизительно 8 км (по прямой) к западу от города Балахна, административного центра района. Абсолютная высота — 112 м над уровнем моря.
Климат
Климат характеризуется как умеренно континентальный, с относительно коротким умеренно тёплым летом и холодной продолжительной зимой. Среднегодовая температура — 3,6 °C. Средняя температура воздуха самого тёплого месяца (июля) — 12 °C (абсолютный максимум — 36 °C); самого холодного (января) — −19 °C (абсолютный минимум — −44 °C). Среднегодовое количество атмосферных осадков составляет около 546 мм. Устойчивый снежный покров устанавливается, как правило, в ноябре и держится около 150—160 дней.
Часовой пояс
Деревня Яснево, как и вся Нижегородская область, находится в часовой зоне МСК (московское время). Смещение применяемого времени относительно UTC составляет +3:00.

## Население
| 2002 | 2010 |
| ---- | ---- |
| 0    | ↗3   |